# Karlheinz Eber
Karlheinz Eber (* 8. Januar 1927 in Würzburg; † 8. Dezember 2004 in Neuendettelsau) hat nach dem Zweiten Weltkrieg über 30 Jahre lang die CVJM-Arbeit, vor allem auch in Bayern, entscheidend geprägt. Er schrieb Texte zu mehreren Liedern, die in Liederbüchern wie der Mundorgel abgedruckt wurden.
Er hat seine Ausbildung in der Evangelistenschule Johanneum in Wuppertal absolviert. Danach war er zuerst CVJM-Sekretär im CVJM Nürnberg-Gibitzenhof. Anschließend hat er die Arbeit des CVJM-Landesverbandes Bayern als CVJM-Generalsekretär geleitet.
1991 ging Karlheinz Eber in den Ruhestand. Seine Lebenszeugnisse hat er in mehreren Büchern festgehalten.

## Lieder
- Antwort kann mir keiner geben (Viele drängen sich in Straßen) (Text, 1971)[1]
- Froh sind wir ausgezogen ins weite Land hinein (Text)[2][1]
- Fröhliche Jungen allzeit gerungen dem, der uns Frieden gebracht[2]
- Jungenschaft hat ein sieghaftes Zeichen (Text)[1]
- Werdet des Herrn treue Gesellen (Fröhliche Jungen) (Text und Melodie)[1]

## Werke
- Wende mit Folgen. Erinnerungen und Erfahrungen aus der Jugendarbeit 1927–1960, Nürnberg, 1995, CVJM-Landesverband Bayern e.V., ISBN 3-89014-101-3
- Begegnungen mit Folgen, Nürnberg, CVJM-Landesverband Bayern e.V.
- Glauben müsste man können. Selbstverlag (erhältlich über CVJM Altenstein)
- Der CVJM unter der Lupe, Bedenkenswertes aus 25 Jahren CVJM-Arbeit. CVJM-Landesverband Bayern, Nürnberg 1985
- Geballte Kraft, Väter – Vorbilder – Verkündiger. CVJM-Landesverband Bayern, Nürnberg 1986
- Reden von Jesus, Neukirchen-Vluyn, Aussaat-Verlag, 1990, ISBN 3-7615-2458-7
- Gemeinde Jesu neu entdecken. Neukirchen-Stuttgart, Hänssler, ISBN 3-7751-06650
- Das Feuer brennt. 75 Jahre CVJM-Landesverband Bayern.
- Ein Camp für Jesus. CVJM-Jungenschaftslager am Waginger See 1963–1987, 56 Seiten, broschiert
- Von London nach Berlin – Der CVJM im Aufbruch. 40 Seiten.
- Auf klarem Kurs. Andachten für junge Menschen, 416 Seiten, Aussaat-Verlag
- Karl Schmid, berufen zum Dienst an der Jugend, 103 Seiten, 1968, CVJM-Landesverband
- So kam das Leben. Ein Bericht von der Jugenderweckung in Altenstein, 71 Seiten, 1971.
- Burg Wernfels in Geschichte und Gegenwart. Festschrift zum 50. Burgjubiläum, 20 Seiten, 1975
- Burg Wernfels. Baugeschichte von 1960–1994, 100 Seiten, CVJM Landesverband.

## Ehrungen
- Bundesverdienstkreuz am Bande (23. April 2002)[3]